# Mark Childress
Mark Childress (Monroeville, 1957) è uno scrittore statunitense.
Laureato all'Università dell'Alabama nel 1978, Childress è stato un reporter ed editor per alcune riviste (The Birmingham News, Southern Living magazine, The Atlanta Journal and Constitution) prima di diventare scrittore a tempo pieno a partire dal 1987.
Ha scritto sette romanzi:
- A World Made of Fire (Knopf, 1984)
- V For Victor (Knopf, 1988)
- Tender (Harmony, 1990)
- Crazy in Alabama (Putnam, 1993)
- Gone for Good (Knopf, 1998)
- One Mississippi (2006, Little, Brown).
- Giorgia Bottoms (2011, Little, Brown).

Da Crazy in Alabama (tradotto in Italia come "Estate di follia") è stato tratto un film nel 1999 diretto da Antonio Banderas, Pazzi in Alabama.